# 2156 Kate
2156 Kate هو كويكب، يقع ضمن حزام الكويكبات. اكتشف في 23 سبتمبر 1917.

## روابط خارجية
- 2156 Kate في قاعدة بيانات مختبر الدفع النفاث لأجرام النظام الشمسي الصغيرة

- الاكتشاف · مخطط المدار ·  العناصر المدارية · المعلمات المادية

- 2156 Kate على موقع ويكي سكاي: DSS2, SDSS, GALEX, IRAS, Hydrogen α, X-Ray, Astrophoto, Sky Map, Articles and images